# Rauher Berg
Rauher Berg je planina na granici Lihtenštajna i Austrije u lancu Rätikon u istočnim Alpama, u blizini grada Malbuna, s visinom od 2,094 metres (6,870 ft) .